# I.ČLTK Prague Open 2020
Открытый чемпионат первого теннисного клуба Чехии 2020 (по спонсорским причинам известный как I.ČLTK Prague Open 2020) — профессиональный мужской теннисный турнир, который разыгрывался на открытых грунтовых кортах «I.ČLTK».
Турнир-2020 является 27-м по счёту, проводящимся здесь. В этом году он относился к серии ATP Challenger с призовым фондом в 137 тысяч евро.
Соревнования проходили в Праге с 15 по 22 августа 2020 года. Турнир входил в серию соревнований, расположенную в календаре между ковидной паузой и Открытым чемпионатом Франции.
Прошлогодние победители:
- в одиночном разряде —  Марио Вилелья Мартинес
- в парном разряде —  Ариэль Беар и  Гонсало Эскобар

## Общая информация
Пражский турнир открыл возобновлённый после коровирусной паузы сезон мужского протура. Чемпионат получил расширенную сетку: в одиночном соревновании сыграло 64 участника, а в парном — 16 команд. Общие призовые составили 137 тысяч евро, а чемпион получил чек на 18 тысяч.
Лидером посева в одиночном турнире стал Стэн Вавринка (№ 17 в мире на тот момент). 35-летний теннисист выиграл один за другим пять матчей, а в финале справился Асланом Карацевым. Прошлогодний чемпион — Марио Вилелья Мартинес — не защищал свой титул. Cеянные заняли восемь мест в третьем раунде. Вавринка выиграл свой седьмой «челленджер» за карьеру и первый с июня 2010-го года, когда победил в Лугано.
Лидерами посева в парном турнире стали Робин Хасе и Дивидж Шаран (33-я и 56-я ракетки мира в тот период). Представители Нидерландов и Индии провели на пражских кортах пару матчей, а титул достался Пьеру-Югу Эрберу и Артюру Риндеркнешу. Французы выиграли один за другим четыре матча, а в финале справились с Зденеком Коларжем и Лукашем Росолом. Прошлогодние чемпионы — Ариэль Беар и Гонсало Эскобар — не защищали свой титул. Сеянные пары выиграли на всех два матча и полностью покинули турнир уже к полуфиналу.

## Соревнования

### Одиночный турнир
- Стэн Вавринка обыграл  Аслана Карацева со счётом 7-6(2) 6-4.
- Вавринка выиграл 1-й одиночный титул в сезоне и 26-й за карьеру в протуре.
- Карацев сыграл 2-й одиночный финал в сезоне и 19-й за карьеру в протуре.

### Парный турнир
- Пьер-Юг Эрбер /  Артюр Риндеркнеш обыграли  Зденека Коларжа /  Лукаша Росола со счётом 6-3 6-4.
- Эрбер выигрывает 2-й парный титул в сезоне и 33-й за карьеру в протуре.
- Риндеркнеш выигрывает 2-й парный титул в сезоне и 4-й за карьеру в протуре.